# Krallersee
Der Krallersee ist ein kleiner Bergsee auf der Tauplitzalm im Toten Gebirge in der Steiermark, Österreich. Der See liegt auf einer Höhe von 1617 m ü. A. in einer Mulde zwischen Lawinenstein und Schneiderkogel. Der See hat eine Länge von etwa 160 Metern in west-östlicher Richtung bei einer Breite von maximal etwa 75 Metern und hat eine Wasserfläche von 0,75 Hektar. Die Tiefe beträgt 10 m mit bis zu 30 cm Schlammauflagen am Grund. An den Ufern befinden ausgedehnte Verlandungs‐ und Flachmoorbereiche mit der Schnabel-Segge. Im See wächst zerstreut Durchwachsenes Laichkraut und Langblättriges Laichkraut. Das Faden-Laichkraut wächst nur im seichten Wasser an einer kleinen Stelle am Südufer in unmittelbarer Nähe der Skiliftstütze. Die wenigen Individuen dürften das letzte Vorkommen in der gesamten Steiermark und eines der letzten in ganz Österreich sein. Haarblättriger Wasserhahnenfuß und Armleuchteralgen kommen zerstreut vor.